# Graphium (гриби)
Graphium — рід грибів родини Microascaceae. Назва вперше опублікована 1837 року.